# Pedrão Pão de Batata
Pedrão Pão de Batata é um meme da Internet que surgiu a partir de uma entrevista de Pedro Albano Hoeppers (Itajaí, 5 de dezembro de 1988) em 2011.

## História
O meme se originou de um vídeo de dezessete segundos no qual Pedro é entrevistado por uma jornalista em uma universidade, para estudar os hábitos alimentares dos estudantes. A jornalista lhe perguntou sobre o que ele costumava comer, respondendo que gostava de calzone e pão de batata. No entanto, sua pronúncia de "batata" foi peculiar, com a última sílaba anasalada e alongada, levando o vídeo a se tornar viral a partir de 17 de novembro de 2011.
O vídeo entrou num top 20 de "melhores vídeos de 2011" da Super, para serem votados pelo público para uma lista definitiva de top 10. Também entrou na lista de "alguns dos melhores memes brasileiros" da R10 e dos "7 maiores clássicos das reportagens que viraram memes" da MegaCurioso. O meme é citado no livro Os 198 Maiores Memes Brasileiros que Você Respeita, de Kleyson Barbosa.
Pedro foi candidato a vereador de Balneário Camboriú pelo Partido do Movimento Democrático Brasileiro nas eleições de 2016, sob o nome "Pedrão Pão de Batata", mas não foi eleito, com 0,06% dos votos.